# Rezolucja Rady Bezpieczeństwa ONZ nr 121
Rezolucja Rady Bezpieczeństwa ONZ nr 121 została przyjęta jednomyślnie 12 grudnia 1956 r.
Po przeanalizowaniu wniosku Japonii o członkostwo w Organizacji Narodów Zjednoczonych, Rada zaleciła Zgromadzeniu Ogólnemu przyjęcie tego państwa do swojego grona.

## Źródło
- UNSCR - Resolution 121